# Área Metropolitana Rosario
El área metropolitana de la ciudad de Rosario es la segunda en cantidad de habitantes de la Argentina después del área metropolitana de Buenos Aires. El total de habitantes de esta área metropolitana es de 1.937.109 habitantes.
Comprende a todas las localidades del Departamento Rosario y a las ciudades del Gran Rosario. 
También incluye a varias localidad próximas a ella, reuniendo la condición de estar a unos 70 km de distancia máxima aproximados por ruta, que dependen parcialmente en cuanto a servicios, esparcimiento, educación, etc.
Tomando un formato  de norte, sur y oeste, similar a un semicírculo y enumerando las ciudades límites más reconocidas, se incluirían las ciudades de Puerto Gaboto al norte; Cañada de Gómez al oeste y San Nicolás (Buenos Aires) al sur; al este se incluye la ciudad de Victoria (Entre Ríos). Y a todas las localidades  dentro de estos puntos, que estén como máximo a 70 km de distancia de Rosario, por ruta.
| Posición respecto a Rosario          | Localidad                  | Habitantes (2022) | Total posición (2022) |
| ------------------------------------ | -------------------------- | ----------------- | --------------------- |
| N/A                                  | Rosario                    | 1.029.619         | 1.029.619             |
| Norte (16 localidades)               | Puerto Gaboto              | 3.762             | 207.596               |
| Norte (16 localidades)               | Maciel                     | 5.961             | 207.596               |
| Norte (16 localidades)               | Carrizales                 | 1.206             | 207.596               |
| Norte (16 localidades)               | Correa                     | 6.212             | 207.596               |
| Norte (16 localidades)               | Oliveros                   | 5.665             | 207.596               |
| Norte (16 localidades)               | Serodino                   | 4.089             | 207.596               |
| Norte (16 localidades)               | Villa la Ribera            | 935               | 207.596               |
| Norte (16 localidades)               | Andino                     | 4.138             | 207.596               |
| Norte (16 localidades)               | Aldao                      | 802               | 207.596               |
| Norte (16 localidades)               | Timbúes                    | 6.348             | 207.596               |
| Norte (16 localidades)               | Pto San Martín             | 17.977            | 207.596               |
| Norte (16 localidades)               | San Lorenzo                | 50.955            | 207.596               |
| Norte (16 localidades)               | Fray Luis Beltrán          | 18.696            | 207.596               |
| Norte (16 localidades)               | Capitán Bermúdez           | 30.577            | 207.596               |
| Norte (16 localidades)               | Ricardone                  | 5.964             | 207.596               |
| Norte (16 localidades)               | Granadero Baigorria        | 44.220            | 207.596               |
| Noroeste (12 localidades)            | Totoras                    | 11.682            | 154.921               |
| Noroeste (12 localidades)            | Bustinza                   | 1.343             | 154.921               |
| Noroeste (12 localidades)            | Cañada de Gómez            | 32.108            | 154.921               |
| Noroeste (12 localidades)            | Correa                     | 6.212             | 154.921               |
| Noroeste (12 localidades)            | Carcarañá                  | 17.350            | 154.921               |
| Noroeste (12 localidades)            | Salto Grande               | 2.932             | 154.921               |
| Noroeste (12 localidades)            | Lucio V. López             | 504               | 154.921               |
| Noroeste (12 localidades)            | Luis Palacios              | 1.543             | 154.921               |
| Noroeste (12 localidades)            | San Jerónimo Sud           | 3.067             | 154.921               |
| Noroeste (12 localidades)            | Ibarlucea                  | 9.224             | 154.921               |
| Noroeste (12 localidades)            | Roldán                     | 30.680            | 154.921               |
| Noroeste (12 localidades)            | Funes                      | 38.274            | 154.921               |
| Suroeste (18 localidades)            | Casilda                    | 38.597            | 124.320               |
| Suroeste (18 localidades)            | Fuentes                    | 2.729             | 124.320               |
| Suroeste (18 localidades)            | Acebal                     | 5.633             | 124.320               |
| Suroeste (18 localidades)            | Álvarez                    | 7.934             | 124.320               |
| Suroeste (18 localidades)            | Piñero                     | 2.488             | 124.320               |
| Suroeste (18 localidades)            | Clodomira/Pujato           | 3.566             | 124.320               |
| Suroeste (18 localidades)            | Zavalla                    | 6.738             | 124.320               |
| Suroeste (18 localidades)            | Pérez                      | 32.430            | 124.320               |
| Suroeste (18 localidades)            | Soldini                    | 4.302             | 124.320               |
| Suroeste (18 localidades)            | Sargento Cabral            | 1.023             | 124.320               |
| Suroeste (18 localidades)            | Pavón Arriba               | 2.114             | 124.320               |
| Suroeste (18 localidades)            | Uranga                     | 884               | 124.320               |
| Suroeste (18 localidades)            | Bigand                     | 5.599             | 124.320               |
| Suroeste (18 localidades)            | Villa Mugueta              | 2.254             | 124.320               |
| Suroeste (18 localidades)            | Arminda                    | 303               | 124.320               |
| Suroeste (18 localidades)            | Los Molinos                | 2.022             | 124.320               |
| Suroeste (18 localidades)            | Santa Teresa               | 3.234             | 124.320               |
| Suroeste (18 localidades)            | Peyrano                    | 2.470             | 124.320               |
| Sur (14 localidades)                 | Villa.G.Gálvez.            | 92.137            | 384.017               |
| Sur (14 localidades)                 | Alvear                     | 8.349             | 384.017               |
| Sur (14 localidades)                 | Pueblo Esther              | 12.679            | 384.017               |
| Sur (14 localidades)                 | Gral. Lagos                | 5.073             | 384.017               |
| Sur (14 localidades)                 | Villa Amelia               | 1.846             | 384.017               |
| Sur (14 localidades)                 | Albarellos                 | 366               | 384.017               |
| Sur (14 localidades)                 | Arroyo Seco                | 24.513            | 384.017               |
| Sur (14 localidades)                 | Fighiera                   | 5.962             | 384.017               |
| Sur (14 localidades)                 | Pavón                      | 3.088             | 384.017               |
| Sur (14 localidades)                 | Cnel. Bogado               | 2.446             | 384.017               |
| Sur (14 localidades)                 | Empalme Villa Const.       | 7.139             | 384.017               |
| Sur (14 localidades)                 | Villa Constitución         | 52.602            | 384.017               |
| Sur (14 localidades)                 | Theobald                   | 532               | 384.017               |
| Sur (14 localidades)                 | Rueda                      | 628               | 384.017               |
| Sur (14 localidades)                 | San Nicolás (Buenos Aires) | 166.657           | 384.017               |
| Este (1 localidad)                   | Victoria (Entre Ríos)      | 36.636            | 36.636                |
| TOTALIDAD (Rosario + 61 localidades) | Área Metropolitana         | 1.937.109         | 1.937.109             |